# Torre di Cadonica
Der Torre di Cadonica ist ein mittelalterliches, festes Haus in Cadonica, in der Nähe von Mezzano Scotti, einem Ortsteil der Gemeinde Bobbio in der italienischen Region Emilia-Romagna. Es liegt im Talgrund, nicht weit vom Ufer der Trebbia.

## Geschichte
Der Turm war ein Verteidigungshilfselement des Klosters San Paolo in Mezzano Scotti. Aus einigen Dokumenten aus dem Jahre 1453 kann man erkennen, dass die Mönche sich im Falle der Gefahr dorthin flüchteten, da dieser Turm das größte Verteidigungsbauwerk des Klosters war. 1460 verlegten sie dorthin ihren Sitz und realisierten so ein kleines, mönchisches Zentrum.

## Beschreibung
Der Turm mit rechteckigem Grundriss hat eine massige Bauweise, einen Eingang mit doppelzügiger Treppe und kleine Fenster, darunter ein elegantes Doppelfenster auf der Seite zum Fluss hin; auf der gegenüberliegenden Seite ist ein kleines, dreieckiges Gebäude angebaut und ein Stück Mauer. Das Kloster wurde mit dem Bau eines Wohngebäudes um den Turm, einer vom Wasser des Baches Dorba gespeisten Mühle und einem unterirdischen Gang wiederaufgestellt, der das Wohngebäude des Konvents mit der kleinen Kirche verbindet. Das Wohngebäude hatte eine Loggia zum Turm hin mit Säulen in Terrakotta, von denen einige heute noch zu sehen sind. Die Kirche, die heute entweiht ist, war früher der Hochzeit der Jungfrau geweiht, im 17. Jahrhundert gebaut, im 19. Jahrhundert grundlegend umgebaut, durch einen Einsturz beschädigt und nicht mehr in der ursprünglichen Art und Weise wiederhergestellt. Der Tunnel, der unter dem Wohntrakt und der Straße durchführt und unter dem Kirchlein endet, ist teilweise mit Schutt gefüllt, aber von den Eigentümern mühsam passierbar.

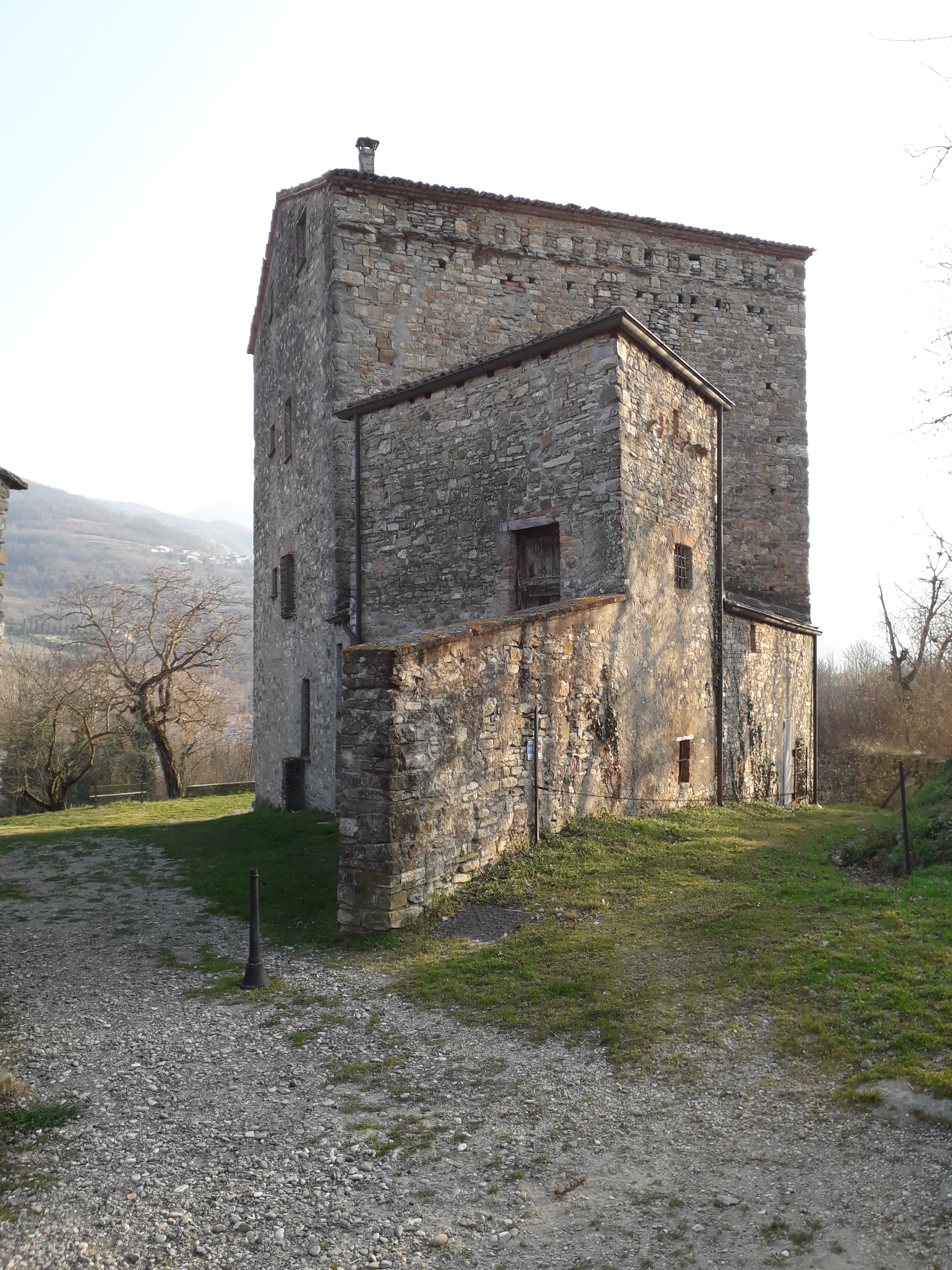
Rückseite des Turms